# Maulwurfsgrillen
Die Maulwurfsgrillen (Gryllotalpidae) sind eine Familie der Heuschrecken. Sie umfasst etwa 100 Arten in sechs Gattungen (plus einige nur fossil bekannte). In Mitteleuropa ist die Europäische Maulwurfsgrille (Gryllotalpa gryllotalpa) die einzige Art.

## Etymologie des Namens „Maulwurfsgrille“
Der Name „Maulwurfsgrillen“ geht auf die Europäische Maulwurfsgrille zurück; er rührt von ihrem charakteristischen Aussehen her: Einerseits besitzen sie große Grabschaufeln und leben unterirdisch wie Maulwürfe, auf der anderen Seite haben sie (in etwa) die Körperform von großen Grillen und erzeugen ähnliche Laute. So setzt sich auch der wissenschaftliche Name „Gryllotalpa“ zusammen; Namensgeber sind die Gryllidae, Grillen, und der Maulwurf Talpa europea. Damit korrespondiert auch der englische Name „mole cricket“.
Der Name „Talpa“, Maulwurf, für das Insekt findet sich schon 1599 bei dem Italiener Ferrante Imperato. Der englische Naturforscher Thomas Muffet nennt es im „Theatrum Insectorum“ (herausgegeben 1634) „Gryllo-Talpa“. August Johann Rösel von Rosenhof, der das Tier in seinen Insekten-Belustigungen (1749) beschreibt, spricht vom „geflügelten Maul-Wurf“. Dieser erwähnt auch den Volksnamen „Werre“ (nach dem  Deutschen Wörterbuch von Jacob und Wilhelm Grimm auch: "Warre").
Als erste Art wurde 1758 durch Carl von Linné die Europäische Maulwurfsgrille unter dem Namen Gryllus (Acheta) gryllotalpa wissenschaftlich beschrieben. Pierre André Latreille stellte sie 1802 als einzige Art (monotypisch) in die von ihm neu eingeführte Gattung Gryllotalpa. Für diese führte William Elford Leach 1815 die Familie Gryllotalpidae ein.

## Merkmale

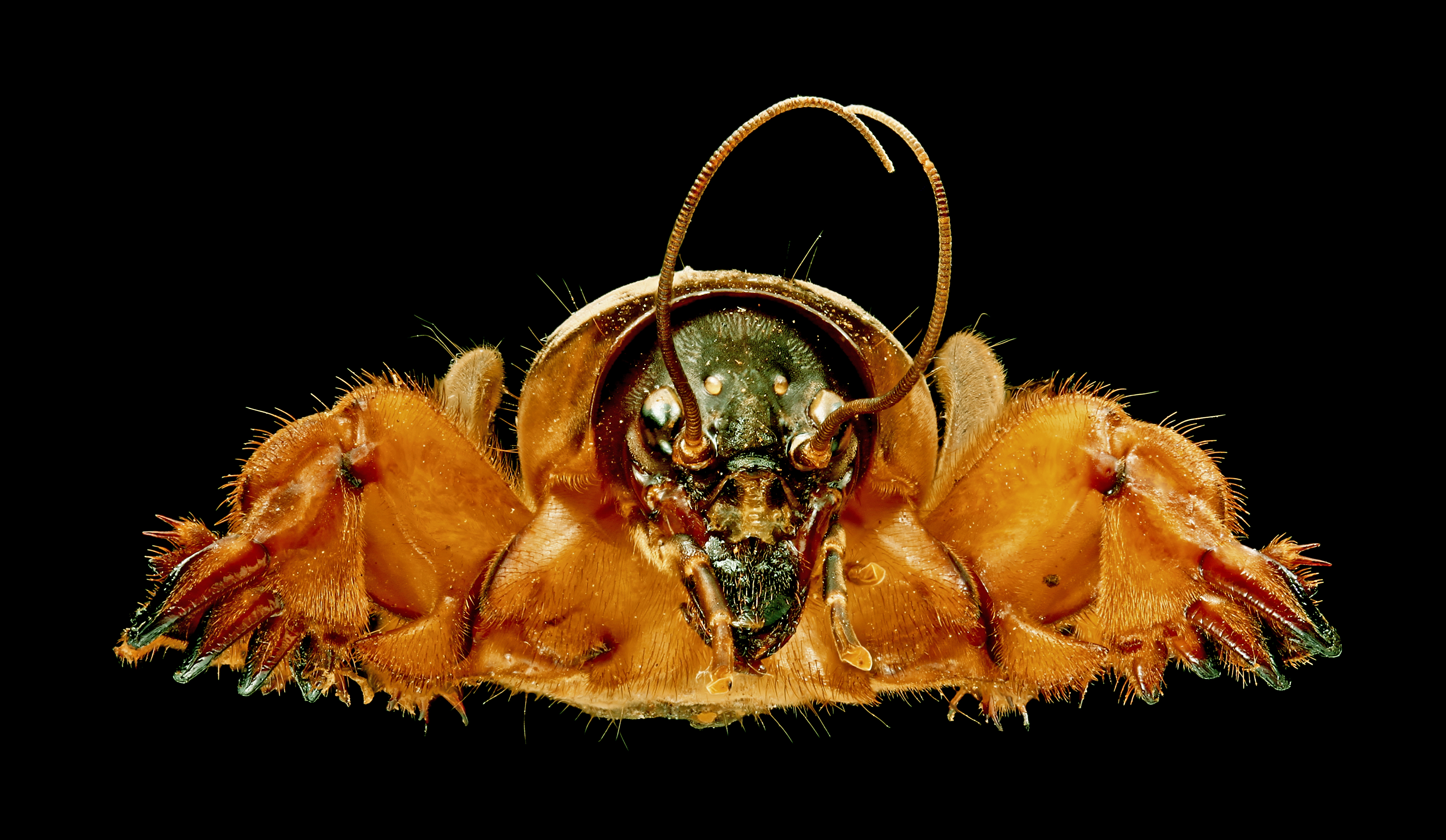
Europäische Maulwurfsgrille von vorn mit ausgebreiteten Grabbeinen

Maulwurfsgrillen sind meist relativ große, zylindrische, aber dabei dorsoventral (von oben nach unten) etwas abgeflachte, gelblich- bis dunkelbraun gefärbte Grillen. Die gesamte Körperoberfläche ist kurz samtartig behaart („tomentiert“), besonders gut erkennbar am Pronotum und den Grabbeinen. Der Kopf ist konisch, meist etwas in den Halsschild eingezogen. Er trägt ein Paar gut ausgebildete Komplexaugen und in der Regel zwei Ocelli. Die Antennen sind fadenförmig und nur von moderater Länge, etwa so lang wie der Halsschild (als Ausnahme innerhalb der „Langfühler“schrecken). Der Halsschild (Pronotum) ist immer markant vergrößert und schildartig an den Seiten herabgezogen, mit einer Längsfurche auf der Oberseite.
Auffallendstes Merkmal der Familie sind die vergrößerten, zum Graben umgestalteten Vorderbeine, die bei den beiden Unterfamilien etwas unterschiedlich gestaltet sind. Bei den Gryllotalpinae trägt der verbreiterte und abgeflachte Femur einen schild- oder messerförmigen Vorsprung, der Trochanter ist rückgebildet. Wichtigstes Graborgan ist die Tibia. Diese besitzt am Vorderrand vier große Finger oder Dornen, die als Dactylen bezeichnet werden (als Ausnahme bei der neuseeländischen Gattung Triasmecaptor nur drei). Von diesen sind zwei fest sitzend und zwei beweglich. Beim Graben werden die Glieder aneinandergelegt, sodass eine breite, schaufelartige Fläche entsteht. Bei den Scapteriscinae besitzt der Vorderfemur keinen Vorsprung, dafür ist der Trochanter vorhanden und verlängert, er trägt meist einen vergrößerten Dorn. Die Vordertibien tragen bei ihnen nur zwei bewegliche Dactylen. Bei beiden Unterfamilien sind außerdem die ersten beiden Tarsenglieder (Tarsomeren) der Vorderbeine vergrößert und ebenfalls blattartig verbreitert. Die übrigen Tarsenglieder sind normal gestaltet, sie werden zum Laufen eingesetzt, aber beim Graben nach hinten abgewinkelt. Mittel- und Hinterbeine der Maulwurfsgrillen sind nicht besonders umgestaltet, die Hinterbeine relativ schwach entwickelt, so dass die Tiere kein Sprungvermögen besitzen. Die Schienen beider Beinpaare besitzen mehrere Gruppen langer Dornen, deren Zahl und Position von diagnostischem Wert ist. An den Vordertibien sitzen außerdem die zum Hören dienenden Tympanalorgane. Deren Öffnung ist oval oder durch einen deckelartigen Vorsprung teilweise verdeckt und dann schlitzförmig.

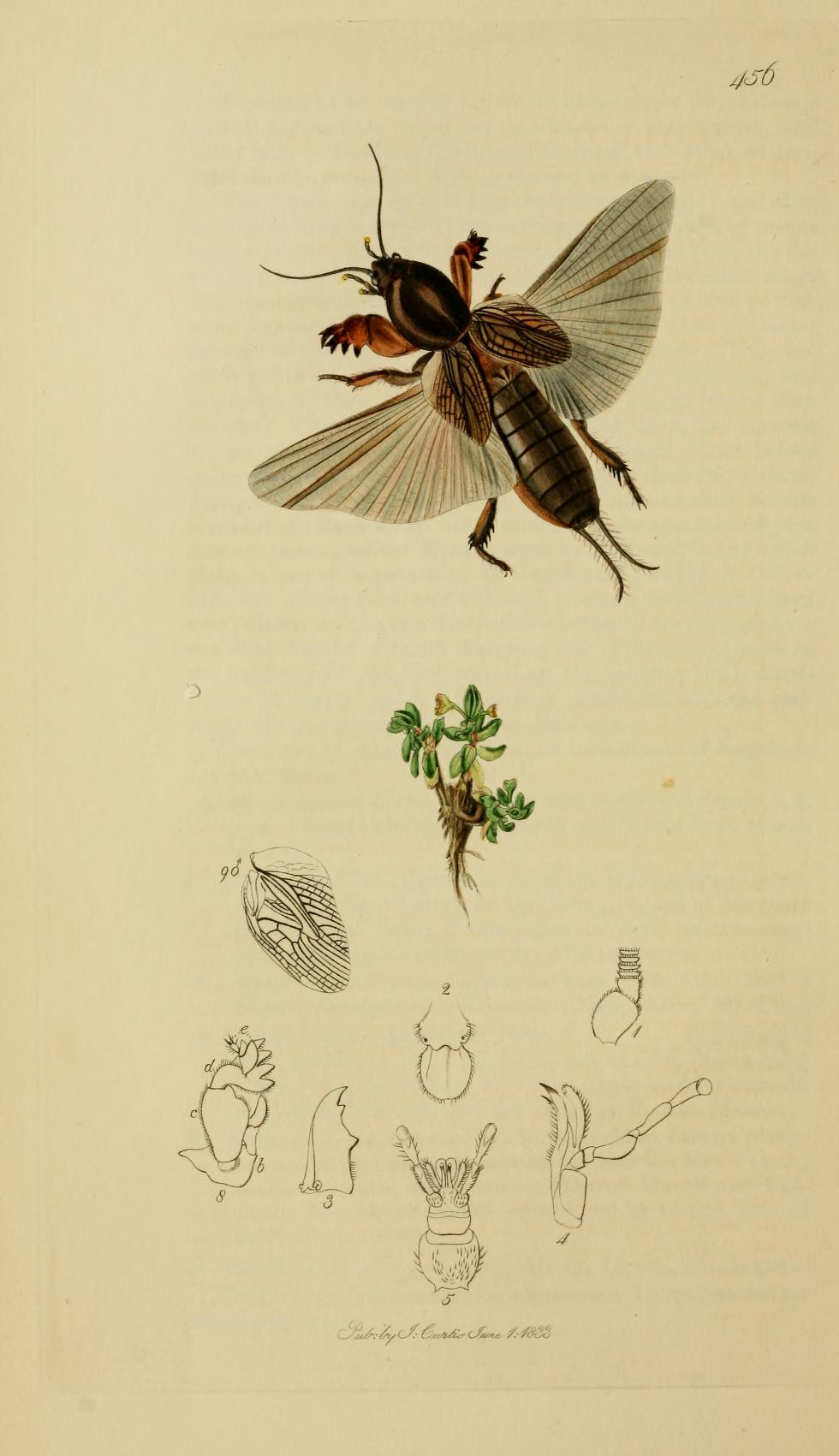
Abbildung der Europäischen Maulwurfsgrille bei John Curtis: British Entomology vol. 3 (1840). Zu erkennen sind die kurzen Vorderflügel und die zum Flug entfalteten, längeren Hinterflügel

Maulwurfsgrillen sind in der Regel voll geflügelt und flugfähig. Bei einigen Gattungen und Arten sind die Hinterflügel oder beide Flügelpaare verkürzt und damit das Flugvermögen verlorengegangen. Die Vorderflügel sind zu derben Deckflügeln (Tegmina) umgestaltet. Die dünnen Hinterflügel sind in Ruhestellung eingefaltet oder eingerollt und liegen unter den Vorderflügeln, ihre Spitzen ragen nach hinten weit über diese hinaus, meist über die Hinterleibsspitze hinweg. Die Aderung der Vorderflügel ist bei den Männchen umgestaltet (woran die sonst sehr ähnlichen Geschlechter unterschieden werden können): Beim Männchen ist eine große harfenförmige Zelle in der Flügelmitte ausgebildet, die beim Weibchen klein und unauffällig bleibt. Diese dient zur Lautverstärkung beim Gesang durch Stridulation. Die Flügeladerung ist bei den Maulwurfsgrillen eigentümlich abgewandelt, auffallend sind zahlreiche parallele, zum Flügelvorderrand gerichtete Adern (Äste der Subcosta). Der Hinterleib der Gryllotalpidae ist unmodifiziert walzenförmig und trägt am Ende zwei Fortsätze, die Cerci. Der Ovipositor der Weibchen ist rückgebildet und funktionsuntüchtig. Die männlichen Begattungsorgane sind bei der Familie gegenüber den anderen Grillen umgebildet, ein charakteristisches Merkmal ist beispielsweise der undifferenzierte Endophallus.

## Lautproduktion, Paarung, Lebenszyklus
Männliche Maulwurfsgrillen stridulieren, um Weibchen anzulocken. Daneben produzieren die Tiere Warnlaute an Artgenossen, zum Beispiel beim sogenannten Rivalengesang, wenn sich zwei Männchen gegenüber stehen. Warnlaute werden von beiden Geschlechtern erzeugt. Beim Gesang reibt die Grille die beiden parallel gehaltenen Vorderflügel übereinander. Dabei reibt eine verstärkte Kante im basalen Abschnitt des Flügelhinterrands, die als Plektrum bezeichnet wird, über eine als Feile bezeichnete, mit Zähnen besetzte Ader des anderen Flügels (es handelt sich um einen Abschnitt des Cubitus). Dabei wird eine als Harfe bezeichnete, etwa dreieckige Zelle und vermutlich angrenzende, flexible Flügelabschnitte in Schwingungen versetzt, die dann den erzeugten Ton verstärken. Bei den Maulwurfsgrillen sind beide Flügel gleich gestaltet und können jeweils beide Funktionen erfüllen, die Spezialisierung der meisten anderen Grillen ist nicht ausgeprägt.
Zur weiteren Verstärkung stridulieren männliche Maulwurfsgrillen aus einem besonders gestalteten Teil ihres unterirdischen Baus heraus. Der akustische Teil wirkt als Resonator, er besitzt eine breite, trichterförmig erweiterte Öffnung nach außen, die in eine kleine ovale Kammer einmündet, von der eine unterschiedliche Anzahl weiterer Gänge abgeht. Beim Gesang sitzt das Männchen, mit dem Kopf nach innen, in der Kammer und streckt den Körper in den trichterförmigen Gang („Horn“ genannt) vor. Durch seine Form und Abmessungen verstärkt dieser den Schall. Der Gesang wird durch diese Konstruktionsweise vorzugsweise nach oben, in den Luftraum, abgegeben. Es wird angenommen, dass vor allem fliegende Weibchen dadurch angelockt werden. Der Gesang ist artspezifisch und erlaubt in vielen Fällen leichter als morphologische Merkmale die Bestimmung der Arten. Der erzeugte Ton wurde als „dumpfes Rollen oder Gurgeln“ bzw. „dumpfer Schrillton“ umschrieben.
Das Hörvermögen (wie typisch für Langfühlerschrecken, über Tympanalorgane in den Vordertibien) ist nach Untersuchungen an der amerikanischen Art Gryllotalpa major in seiner Frequenzempfindlichkeit spezifisch auf die Gesänge der Art(en) ausgelegt. Ein Nebenmaximum zeigt aber an, dass sie wohl auch die Ortungslaute von Fledermäusen hören können, so dass sie im Flug versuchen können, diesen durch Ausweichbewegungen zu entkommen.
Die Paarung erfolgt im unterirdischen Bau. Dabei klebt das Männchen eine ungestielte Spermatophore auf. Anschließend legt das Weibchen die Eier in kleinen Paketen innerhalb der unterirdischen Gänge ab, meist in besonderen kleinen Kammern, die anschließend manchmal verschlossen werden. Die Nymphenstadien ähneln, wie typisch bei den Heuschrecken, den Imagines im Aussehen und in der Lebensweise. Die Generationsdauer ist in vielen Fällen ein Jahr (univoltin), gelegentlich kommen zwei Generationen im Jahr vor, oder eine Generation benötigt zwei Jahre zur Entwicklung; dabei ist die Generationsdauer bei nördlich verbreiteten Arten und Populationen in der Regel länger als bei südlichen. Bei einigen Arten, zum Beispiel auch der Europäischen Maulwurfsgrille, wird über Brutfürsorge der Weibchen berichtet. Demnach bewachen die Weibchen Gelege und junge Nymphen und belecken die Eier gelegentlich, um sie vor Verpilzung zu schützen.

## Lebensraum

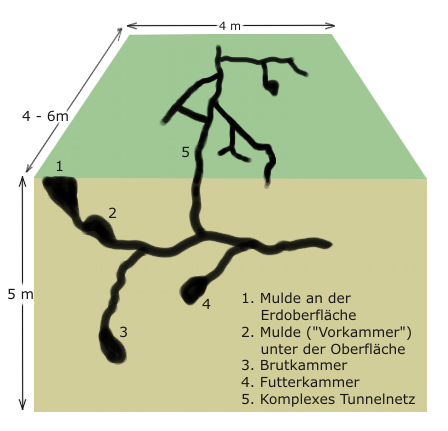
Schematische Darstellung eines typischen Gryllotalpidae-Baus

Die Maulwurfsgrillen leben die meiste Zeit unterirdisch in selbst angelegten Gangsystemen. Vor allem Nymphen kommen in der Nacht regelmäßig an die Oberfläche. Imagines verlassen ihre Bauten vor allem auf der Suche nach Paarungspartnern, die meisten Arten fliegen dazu regelmäßig, auch längere Strecken. Fast alle Arten leben ausschließlich in lockeren, gut grabfähigen Sand- oder Lehmböden, nahezu immer in feuchten oder nassen Böden. Sie kommen dabei sowohl in vegetationsfreien wie in dicht bewachsenen Böden vor. Sie tolerieren allerdings keine überschwemmten Böden, sie können mit Überflutung des Bodens aus ihrem Bau vertrieben werden.
Die Bauten der Maulwurfsgrillen sind nur bei wenigen Arten näher untersucht worden. Zur Untersuchung werden Tunnel mit einem widerstandsfähigen, aushärtendem Material ausgegossen und anschließend das umgebende Erdreich entfernt. In Florida bauten Neoscapteriscus-Arten Tunnel von etwa 50 bis 70 Zentimeter Länge, in der Regel mit zwei Ausgangslöchern (dadurch y-förmig). Gryllotalpa-Tunnel waren mit etwa 10 bis 23 Zentimeter deutlich kürzer; möglicherweise weil sie nicht im Sand, sondern im härteren Lehm angelegt wurden.

## Nahrung und Feinde
Je nach Art ernähren sich Maulwurfsgrillen überwiegend räuberisch, dabei vor allem von anderen bodenlebenden Arthropoden (carnivor), überwiegend pflanzenfressend (herbivor), sowohl von Wurzeln wie auch von oberirdischen Pflanzenteilen, oder es handelt sich um echte Allesfresser (Omnivore), die beides verzehren.
Natürliche Feinde der Maulwurfsgrillen wurden vor allem bei den ökonomisch bedeutsamen Arten untersucht. Auf Maulwurfsgrillen als Beute spezialisiert sind etwa Grabwespen der Gattung Larra. Diese verfolgen die Grillen in ihren unterirdischen Gängen, lähmen sie durch einen Stich und belegen sie an Ort und Stelle mit Eiern. Die südamerikanische Art Larra bicolor wurde gezielt zur biologischen Schädlingsbekämpfung von (als Neozoen eingeschleppten) Maulwurfsgrillen der Gattung Neoscapteriscus in Florida angesiedelt. Insektenpathogene Nematoden der Gattungen Heterorhabditis und Steinernema, die Maulwurfsgrillen attackieren, wurden ebenfalls auf ihre Eignung getestet. Die Raupenfliege Ormia depleta, ein weiterer Parasitoid von Maulwurfsgrillen, jagt diese akustisch, indem sie gezielt singende Tiere anfliegt. Dass auch Wirbeltiere möglicherweise als Prädatoren bedeutsam sein können, zeigt das Beispiel Puerto Rico, wo es Hinweise darauf gibt, dass die künstliche Ansiedlung des Kleinen Mungo (zur Rattenbekämpfung) die Population von Eidechsen der bodenlebenden Art Ameiva exsul vermindert hat, wodurch die Maulwurfsgrillen indirekt stark gefördert worden sein könnten (zugleich ein Beispiel für die Risiken der Biologischen Schädlingsbekämpfung).

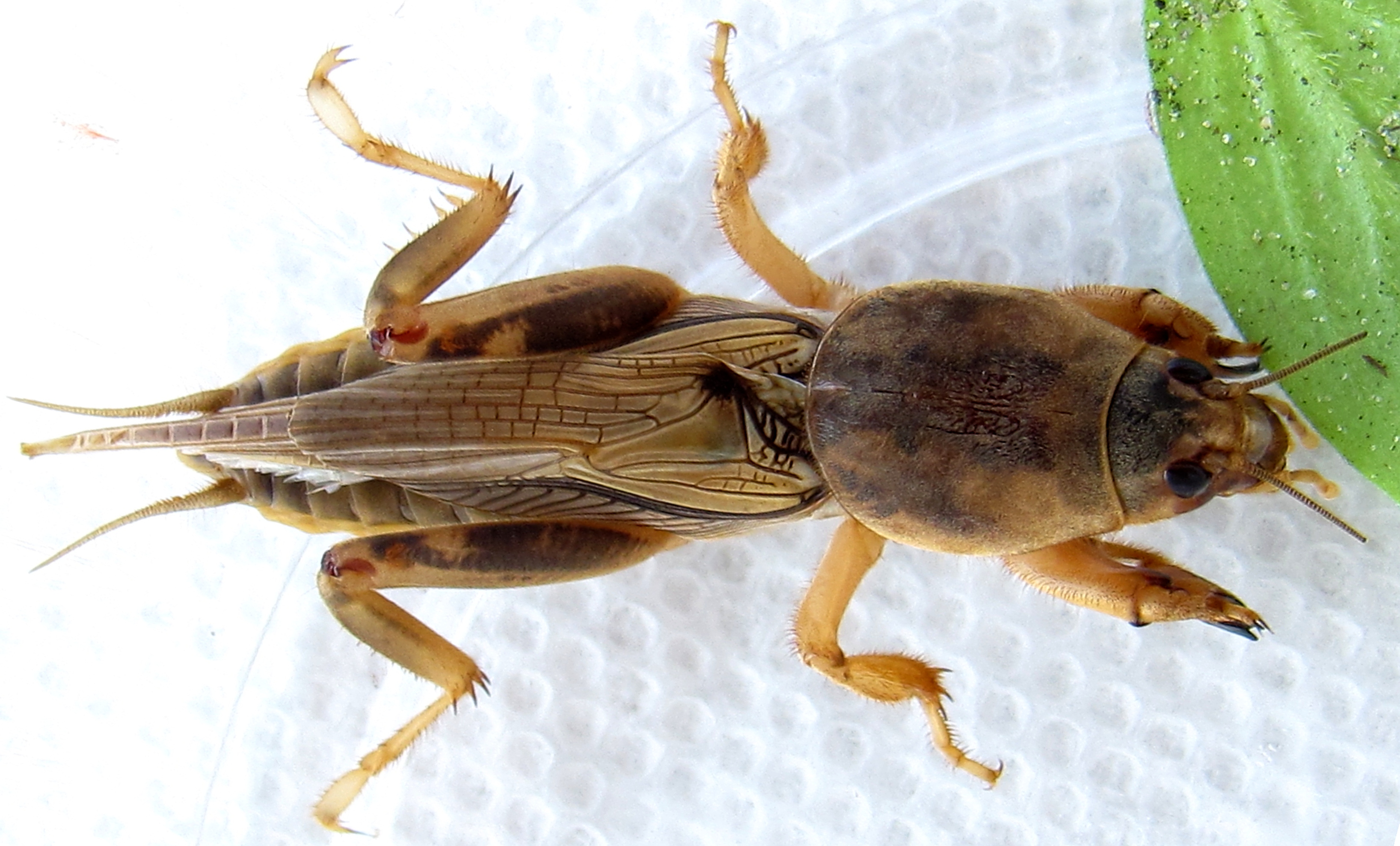
Neoscapteriscus vicinus

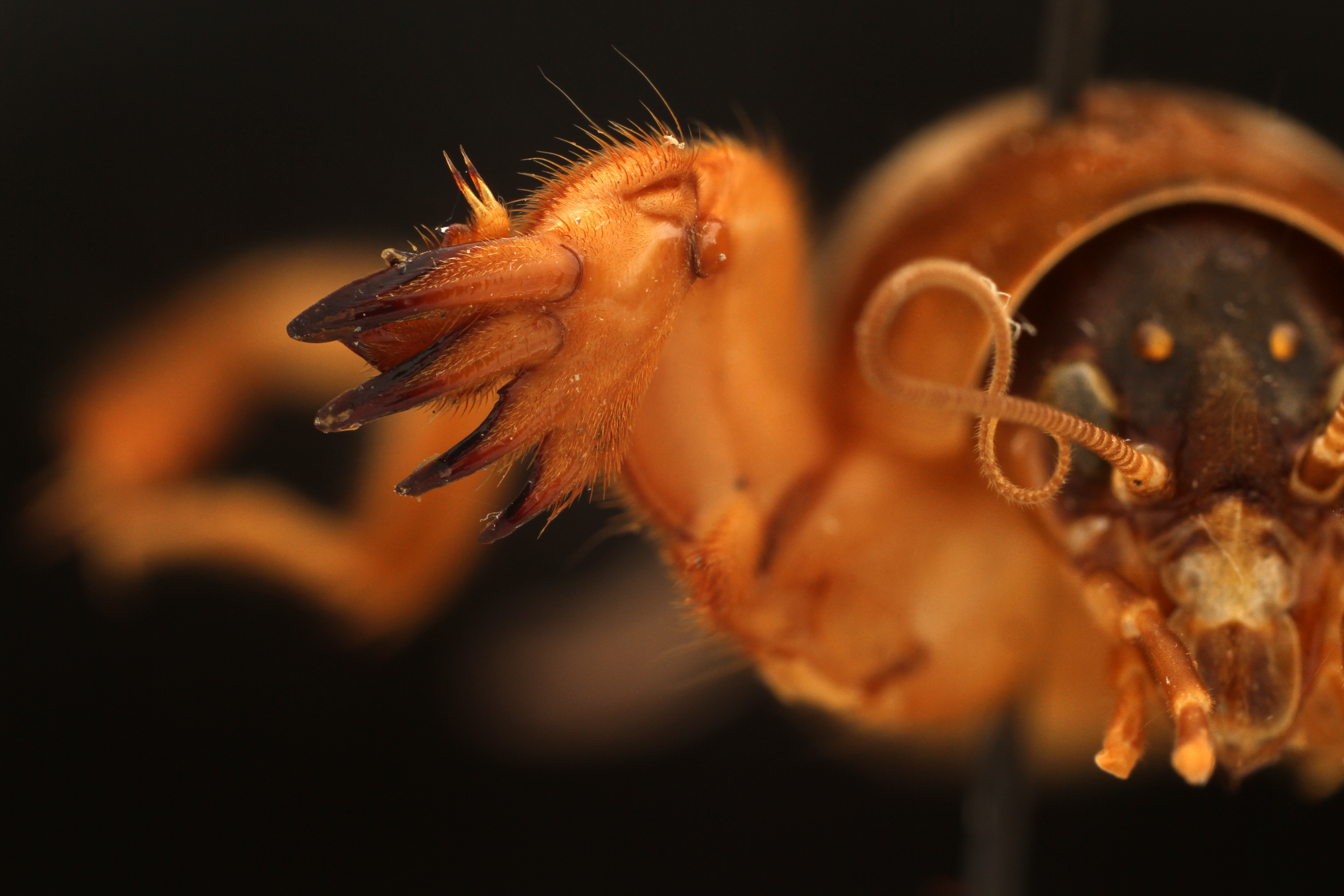
Grabbein von Neocurtilla hexadactyla

## Systematik der Gryllotalpidae
Die Familie umfasst gut 100 Arten in zwei Unterfamilien (plus eine nur fossil bekannte) und in acht rezenten Gattungen
- Unterfamilie Gryllotalpinae
  - Gattung Gryllotalpella Rehn, 1917. 5 südamerikanische Arten
  - Gattung Gryllotalpa Latreille, 1802. 70 Arten in Europa, Afrika, Asien, Australien, Nordamerika
    - Europäische Maulwurfsgrille oder Gemeine Maulwurfsgrille (Gryllotalpa gryllotalpa)

  - Gattung Leptocurtilla Cadena-Castañeda, 2015. 3 Arten, Südamerika
  - Gattung Neocurtilla Kirby, 1906. 6 Arten, Amerika
  - Gattung Triasmecaptor Tindale, 1928. einzige Art Triasmecaptor aotea. Neuseeland
- Unterfamilie Scapteriscinae
  - Gattung Indioscaptor Nickle, 2003. 4 Arten. Indien
  - Gattung Neoscapteriscus Cadena-Castañeda, 2015. 23 Arten. Südamerika bis südliches Nordamerika.
  - Gattung Scapteriscus Scudder, 1868. 2 Arten. tropisches Südamerika

Anmerkung: Die so genannten „Pygmäen-Maulwurfsgrillen“ (Familie Tridactylidae) (englisch: „pygmy mole crickets“), die nur eine Körpergröße von etwa 10 mm erreichen, gehören trotz ihres Namens nicht in die Familie der Gryllotalpidae, sondern zu den Kurzfühlerschrecken (Caelifera). Die Ähnlichkeiten der beiden Familien ist mehr auf eine konvergente Entwicklung zurückzuführen als auf einen gemeinsamen Vorfahren.

## Verbreitung

### Australien und Neuseeland
In Australien sind mindestens 12 Arten bekannt, die alle zur Gattung Gryllotalpa gehören, etwa 10 weitere, bisher nicht beschriebene Arten werden vermutet, die sich teilweise gut anhand der Gesänge der Männchen differenzieren lassen. Alle Arten leben nahe am Wasser, in nassen Böden, von Regenwäldern bis hin zu winzigsten Wasserlachen im wüstenartigen ariden Zentrum des Kontinents. Die beiden hier verbreiteten Arten, Gryllotalpa monanka und Gryllotalpa coarctata können diese isolierten Habitate wohl aufgrund ihrer guten Flugfähigkeit erreichen. Die einzige neuseeländische Art, Triamescaptor aotea, steht taxonomisch isoliert und wird in eine eigene Tribus gestellt, Es ist die einzige Maulwurfsgrille mit drei Zähnen an der zum Graben abgewandelten Tibia der Vorderbeine.

### Europa

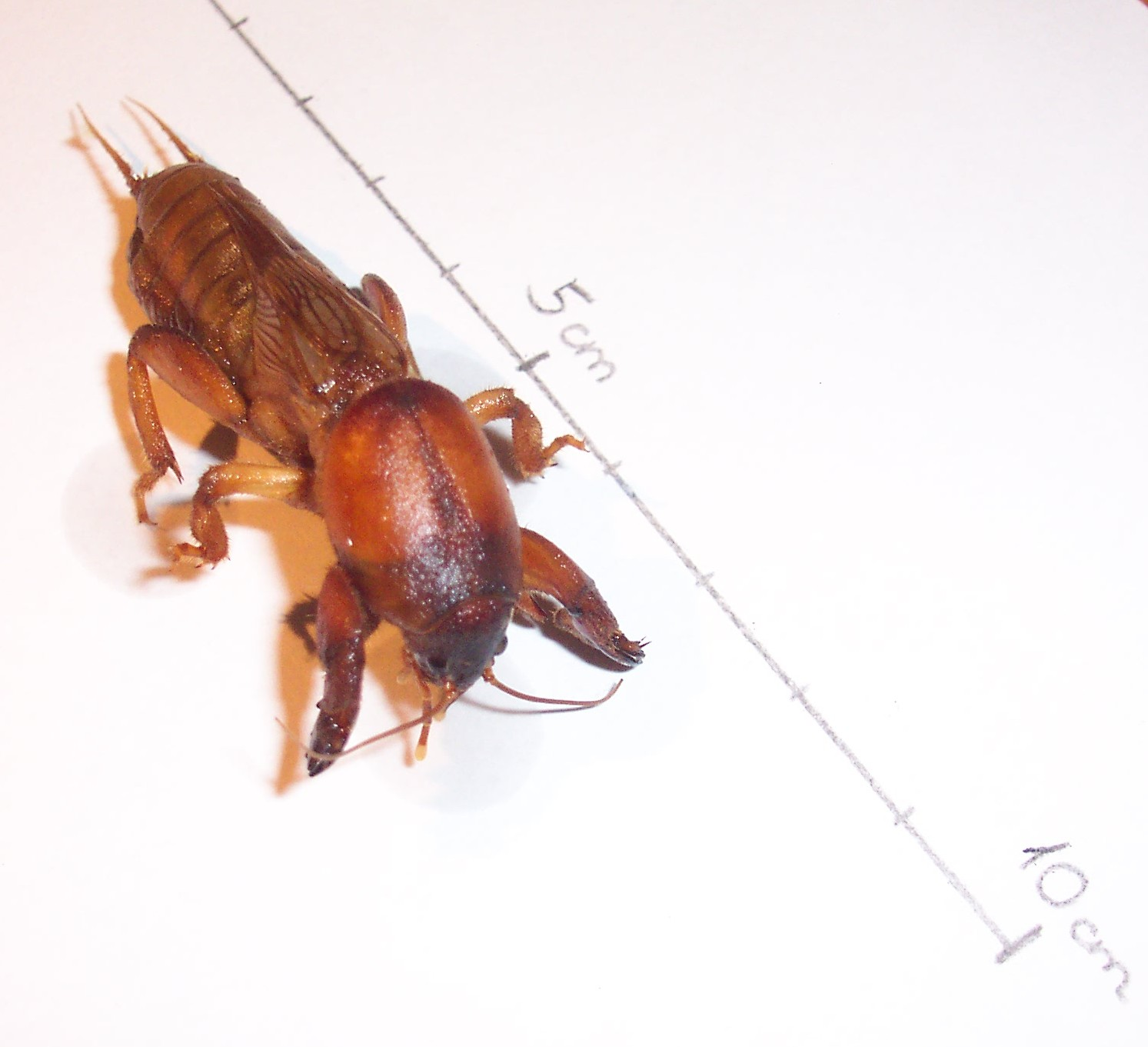
Gryllotalpa gryllotalpa von Vorne

In Europa leben 13 Arten, die alle zur Gattung Gryllotalpa gehören, in Mitteleuropa (unter Einschluss Deutschlands, Österreichs und der Schweiz) ist lediglich die Europäische Maulwurfsgrille (Gryllotalpa gryllotalpa) heimisch.

### Afrika
In Afrika leben 13 Arten der Familie (plus eine endemische auf Madagaskar), die alle zur Gattung Gryllotalpa gehören. Die Arten gehören in zwei Artengruppen, die africana-Gruppe und die parva-Gruppe. Viele der Arten sind morphologisch sehr ähnlich und nur im männlichen Geschlecht bis zur Art bestimmbar. Die häufigste Art, Gryllotalpa africana kommt auch auf den Kanarischen Inseln, in Südeuropa (Portugal) und Teilen Südasiens vor, ist aber nicht so weit verbreitet wie zeitweilig gedacht; viele ältere Angaben beziehen sich auf Verwechslungen mit ähnlichen anderen Arten.

### Amerika
In Nordamerika leben nur drei heimische (autochthone), aber sieben eingeschleppte (neozoische) Arten der Familie. Die „nördliche Maulwurfsgrille“ (Neocurtilla hexadactyla) ist die häufigste dort heimische Art (sie kommt aber auch in Südamerika vor, möglicherweise dort nur eingeschleppt), die beiden anderen Arten sind extrem selten. Mehr Aufmerksamkeit gilt aber den fünf aus Südamerika eingebürgerten Arten der Gattung Neoscapteriscus (sie wurden bis 2015 zur Gattung Scapteriscus gerechnet), weil diese im Südwesten, insbesondere in Florida, sehr häufig sind und als bedeutsame Schädlinge von Rasenflächen und landwirtschaftlichen Kulturen gelten.
Südamerika besitzt die diverseste Maulwurfsgrillen-Fauna aller Kontinente. Die Gattungen Gryllotalpella, Scapteriscus und Leptocurtella sind auf Südamerika beschränkt, Neoscapteriscus ist hier evolviert, aber später verschleppt worden; nach wie vor leben die meisten Arten aber nur dort. Aber auch die Gattung Gryllotalpa besitzt südamerikanische Arten. Die meisten Arten leben in der Neotropis, in Waldböden tropischer Regenwälder.

### Asien
Die Gattung Indioscaptor, mit vier Arten, ist in ihrer Verbreitung auf Indien beschränkt. Außerdem kommen Arten der weit verbreiteten Gattung Gryllotalpa auch in Asien vor. So werden sieben Arten der Gattung aus China angegeben. Die häufigste und am weitesten verbreitete Art, Gryllotalpa orientalis, wurde lange Zeit mit Gryllotalpa africana verwechselt, die vermutlich in Asien gar nicht vorkommt; es sind aber noch nicht alle Fundangaben überprüft worden.

## Maulwurfsgrillen und der Mensch

### Schädlinge
Eine Reihe von Maulwurfsgrillen-Arten gelten als Schädlinge. In Afrika richten Gryllotalpa-Arten erhebliche landwirtschaftliche Schäden an. Auch die in Mitteleuropa heute seltene Europäische Maulwurfsgrille kann in anderen Regionen Schäden in der Landwirtschaft verursachen, zum Beispiel in Russland.
Auf Luzon, Philippinen, schädigen Gryllotalpa-Arten zwar auch Reis-, Mais- und Zuckerrohrfelder, werden aber auch selbst gesammelt und gebraten als Nahrung für den Menschen genutzt.
In Florida werden erhebliche Schäden an Zierrasen, Golfplätzen und Weiden durch die vier aus Südamerika eingeschleppten Arten der Gattung Neoscapteriscus gemeldet. Die wirtschaftlichen Schäden werden in der Größenordnung von über 10 Millionen Dollar pro Jahr abgeschätzt. Schädlich sind insbesondere die wurzelfressenden Arten, insbesondere Neoscapteriscus vicinus, während die rein räuberischen nur Keimlinge oder Jungpflanzen durch ihre Wühltätigkeit stören. Die Tiere wurden, insbesondere in der Landwirtschaft, mit Kontaktinsektiziden wie Chlordan bekämpft, bis dieses in den 1970er Jahren wegen massiver Umweltschäden verboten wurde. Daraufhin durchgeführte umfangreiche Forschungsarbeiten des Institute of Food and Agricultural Science der University of Florida zu den Möglichkeiten der biologischen Schädlingsbekämpfung führten zur Ansiedlung dreier Antagonisten aus der natürlichen Heimat der Maulwurfsgrillen: der Grabwespe Larra bicolor, des parasitischen Nematoden Steinernema scapterisci und der Raupenfliege Ormia depleta. Seitdem sollen die Maulwurfsgrillen signifikant seltener geworden sein, es wird ein Rückgang in der Populationsgröße um etwa 95 Prozent angenommen.

### Bedrohung und Artenschutz
Einige Arten der Maulwurfsgrillen in Westeuropa und Amerika sind gefährdet. Allerdings stößt die Gefährdungsabschätzung aufgrund der unterirdischen Lebensweise und der dadurch schlechten Nachweisbarkeit oft an Grenzen. So ist die heute seltene amerikanische Gryllotalpa major „data deficient“. In der 2002 erschienenen „Gefährdungsanalyse der Heuschrecken Deutschlands“ wurde die Europäische Maulwurfsgrille in die Rote-Liste-Kategorie 2 (stark gefährdet) eingestuft. Die Maulwurfsgrille ist in Deutschland nicht geschützt.

### In der Medizin
Das Sekret, das die Maulwurfsgrillen zu ihrer Verteidigung benutzen, wird in der Volksmedizin bereits seit langer Zeit als Heilsalbe verwendet. Zurzeit wird diese Flüssigkeit auch in der westlichen Welt in der Naturheilkunde auf ihre heilende Wirkung erforscht.

## Phylogenie und Evolution
Die Maulwurfsgrillen gehören innerhalb der Langfühlerschrecken, gemeinsam mit den Echten Grillen (Gryllidae), den Mogoplistidae und den Ameisengrillen (Myrmecophilidae), in die Überfamilie der Grillen (Grylloidea). Einige Bearbeiter stellten sie früher alternativ in eine Gryllotalpoidea genannte eigene Überfamilie, diese Position gilt heute aber als unwahrscheinlich. Traditionell wurden sie meist als Schwestergruppe der Echten Grillen angesehen. Nach neueren Untersuchungen könnten ihre wahrscheinliche Schwestergruppe aber eher die Ameisengrillen sein.
Fossile Maulwurfsgrillen sind seit der Kreidezeit belegt. Die kreidezeitlichen Funde werden der ausgestorbenen Unterfamilie Marchandiinae zugeordnet. Einige schlecht erhaltene fossile Arten sind als Kompressionsfossilien aus der Santana-Formation Brasiliens bekannt. Eine in Bernstein erhaltene Larve aus dem Albium Frankreichs wies bereits zwei der charakteristischen Sporne an der Tibia auf, während entsprechende Bildungen an Trochanter oder Femur fehlten. Es handelte sich also offensichtlich bereits um eine grabende Form, den Fundumständen nach vermutlich in nassem Boden. Aufgrund von Funden aus dem Eozän wurde die Gattung Pterotriasmecaptor aufgestellt, die Art Pterotriasmecaptor americanus  aus der Green-River-Formation besaß wie die rezente Triasmecaptor drei Grabsporne an den Tibien.